# Ratlam (Staat)

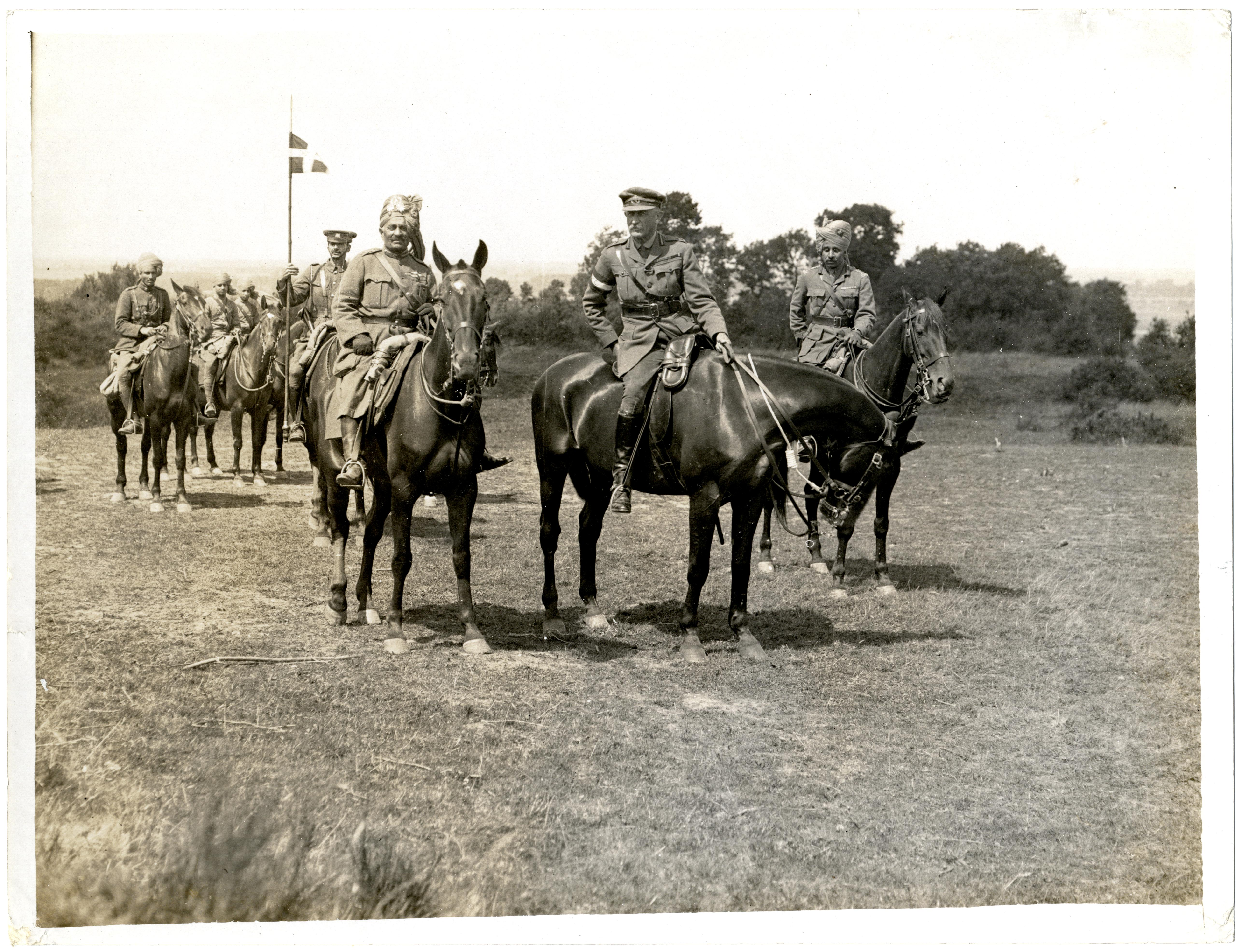
Maharaja Pratap Singh von Idar, Gen. Rimington und der Raja Sajjan Singhji Bahadur von Ratlam zu Pferd bei Linghem (Frankreich) am 28. Juli 1915 an der Westfront des 1. Weltkriegs

Ratlam war einer der Fürstenstaaten der Central India Agency von Britisch-Indien im heutigen indischen Bundesstaat Madhya Pradesh. Seine Hauptstadt war der Ort Ratlam. Ratan Singh, ein Prinz aus dem Hause der Rathore-Rajputen von Marwar (Jodhpur), kämpfte im Dienste des Großmoguls Shah Jahan und wurde von ihm 1652 mit Ratlam belehnt. Maharaja Keshav Das (1684–95) verlor nach einem Streit mit einem Mogul-Offizier Ratlam. Nachdem ihm der Großmogul verziehen hatte, bekam er Sitamau zu Lehen. Maharaja Chhatrasal  (1705–06) bekam Ratlam wieder verliehen, das aber im Laufe der Marathenkriege unter die Oberhoheit des Scindia von Gwalior kam.
Ratlam war 1819–1947 britisches Protektorat und hatte 1901 eine Fläche von 1795 km² und 84.000 Einwohner. Der Maharaja vollzog am 15. Juni 1948 den Anschluss an Indien und trat am 16. Juni der Fürstenunion Madhya Bharat bei. Am 1. November 1956 wurden alle Fürstenstaaten der Union aufgelöst und dem Bundesstaat Madhya Pradesh einverleibt.